# Manuel de Saldanha da Gama e Torres Guedes de Brito
Manuel da Gama Torres de Saldanha da Gama Torres Guedes de Brito (Lisboa (Alcântara), 1 de março de 1793 — Lisboa (Benfica), 30 de maio de 1852), 7.º conde da Ponte, foi um aristocrata e militar português, que entre outras funções foi Ministro e Secretário de Estado dos Negócios da Guerra do 4.º governo do Cartismo, em funções de 26 de julho a 7 de setembro de 1827.

## Biografia
Nasceu em Lisboa, filho de João de Saldanha da Gama Melo Torres Guedes Brito, 6.º conde da Ponte, e de Maria Constança de Saldanha Oliveira e Daun.